# Pont de Capella
|  | Per a altres significats, vegeu «pont de la Capella (Espot)». |

El pont de Capella és un pont medieval que travessa el riu Isàvena al costat del poble de Capella (Ribagorça). És un pont de sis arcs i de dimensions notables, amb una llargada total de 96 metres, una amplada de 2,75 metres (més sobre les piles) i un arc central de 20 metres de llum i 10 d'altura sobre el riu. Els altres arcs (tres a la riba dreta, a l'oest, i dos a la riba esquerra) són de mida decreixent a mesura que s'allunyen de l'arc central, de manera que el tauler té un perfil en esquena d'ase, accentuat pels darrers arcs de cada banda que són rebaixats. Les piles són prismàtiques amb esperons a banda i banda.
La datació és incerta per manca de documentació, però per les seves característiques es considera de finals del romànic, entre els segles XII o XIII i XIV.

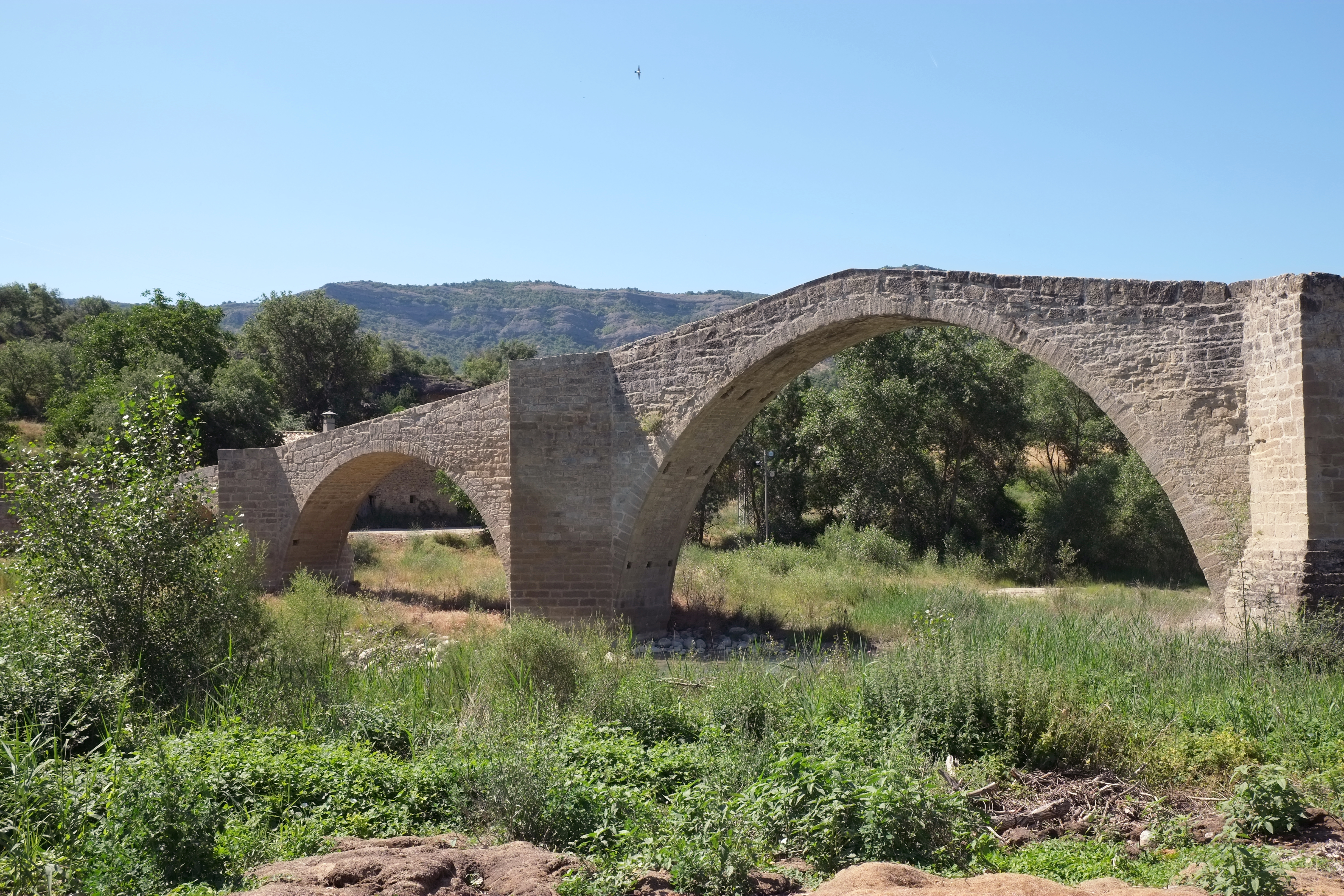
L'arc central.